# Mercedes (nome)
Mercedes  è un nome proprio di persona spagnolo femminile.

## Varianti
- Ipocoristici: Merche[1]

### Varianti in altre lingue
- Catalano: Mercè[1]
- Italiano: Mercede[2]
- Polacco: Merceda
- Tedesco: Mercedes
- Ungherese: Mercédesz

## Origine e diffusione

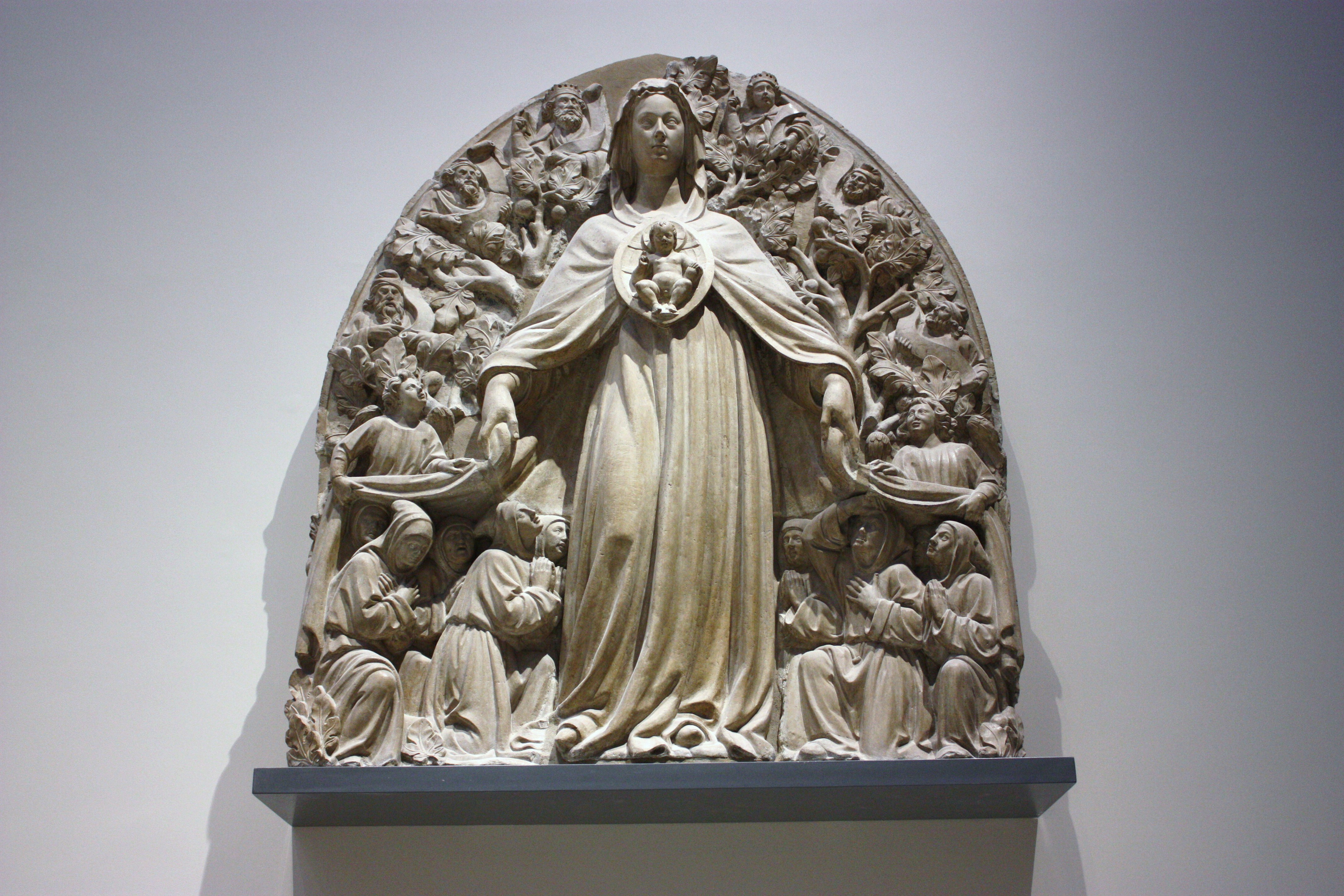
Statua della Madonna della Mercede

Il nome è una ripresa di Nuestra Señora de las Mercedes (Nostra Signora della Mercede), uno dei titoli con il quale viene onorata la Madonna.
Il significato è quindi "pietà" (al plurale, in quanto mercedes è il plurale di mercede); il termine deriva originariamente dal latino merces, che significava "prezzo", "ricompensa", e che poi nel latino volgare prese il senso di "favore", "compassione".
Da una ragazza così chiamata, Mercédès Jellinek, prende il nome la nota casa automobilistica Mercedes-Benz.

## Onomastico
L'onomastico viene festeggiato il 24 settembre, in memoria della Madonna della Mercede; con questo nome si ricordano anche due beate:
- 12 giugno, beata Mercedes Maria di Gesù (Mercedes Molina y Ayala), vergine e fondatrice[4][5]
- 24 luglio, beata Mercedes del Sacro Cuore (Mercedes Prat Y Prat), martire nella guerra civile spagnola[6][7]

## Persone

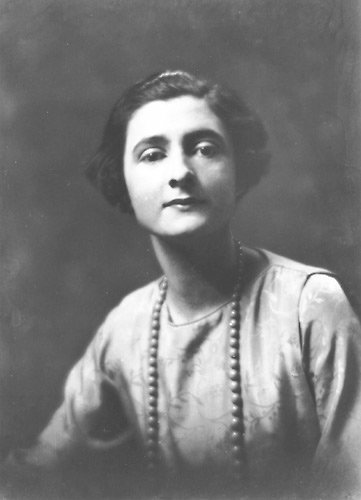
Mercedes de Acosta

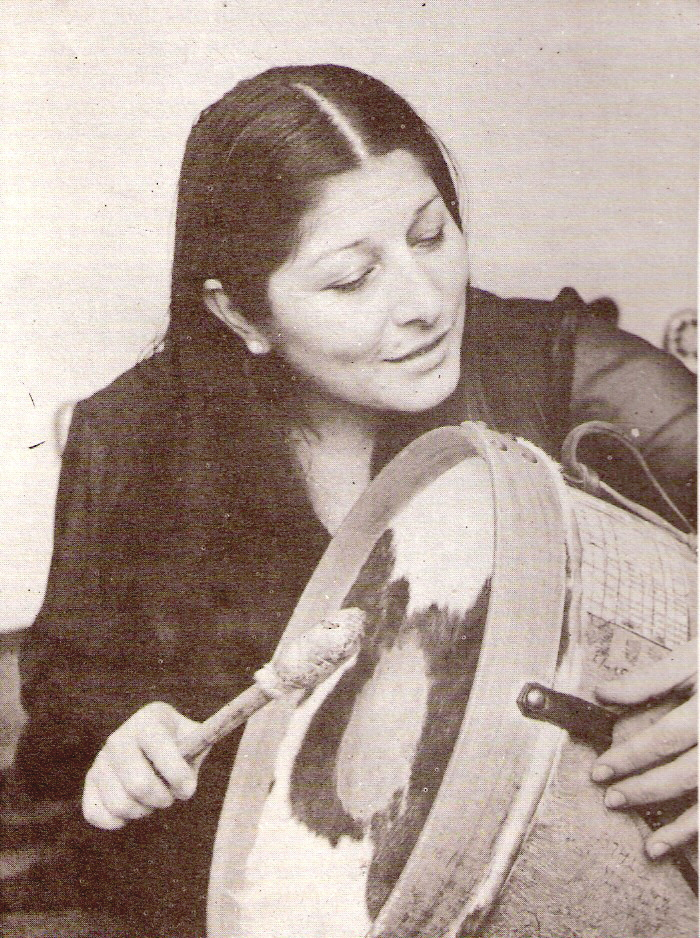
Mercedes Sosa

- Mercedes Ambrus, pornoattrice ungherese
- Mercedes Bresso, accademica, economista e politica italiana
- Mercedes Brignone, attrice italiana
- Mercedes Capsir, soprano spagnolo
- Mercedes d'Orléans, principessa spagnola
- Mercedes de Acosta, poetessa e scrittrice statunitense
- Mercedes del Risco, schermitrice cubana
- Mercedes Lourdes Frias, politica italiana
- Mercedes Funes, attrice argentina
- Mercedes Kaestner-Varnado, wrestler statunitense
- Mercedes Lackey, scrittrice statunitense
- Mercedes Lambre, attrice, cantante, ballerina e modella argentina
- Mercedes Martinez, wrestler statunitense
- Mercedes McCambridge, attrice statunitense
- Mercedes McNab, attrice canadese
- Mercedes Molina y Ayala, religiosa ecuadoriana
- Mercedes Peris, nuotatrice spagnola
- Mercedes Revenga, modella venezuelana
- Mercedes Ruehl, attrice statunitense
- Mercedes Sosa, cantante argentina

### Varianti
- Mercédès Jellinek, ragazza austriaca a cui deve il nome la casa automobilistica Mercedes-Benz
- Mercè Rivas Torres, giornalista, scrittrice ed assistente sociale spagnola
- Mercè Rodoreda, scrittrice spagnola

## Il nome nelle arti
- Mercedes è un personaggio dell'opera di Georges Bizet Carmen.
- Mercedes Cortez è un personaggio del videogioco Grand Theft Auto: Vice City.
- Mercédès Herrera Mondego è un personaggio del romanzo di Alexandre Dumas padre Il conte di Montecristo, e delle opere da esso derivate.
- Mercedes Jones è un personaggio della serie televisiva Glee.
- Mercedes è un personaggio del film Il labirinto del fauno di Guillermo del Toro.

## Toponimi
- 1136 Mercedes è un asteroide della fascia principale, dedicato dallo scopritore a sua cognata, che si chiamava Mercedes.